# Sciadopitys verticillata

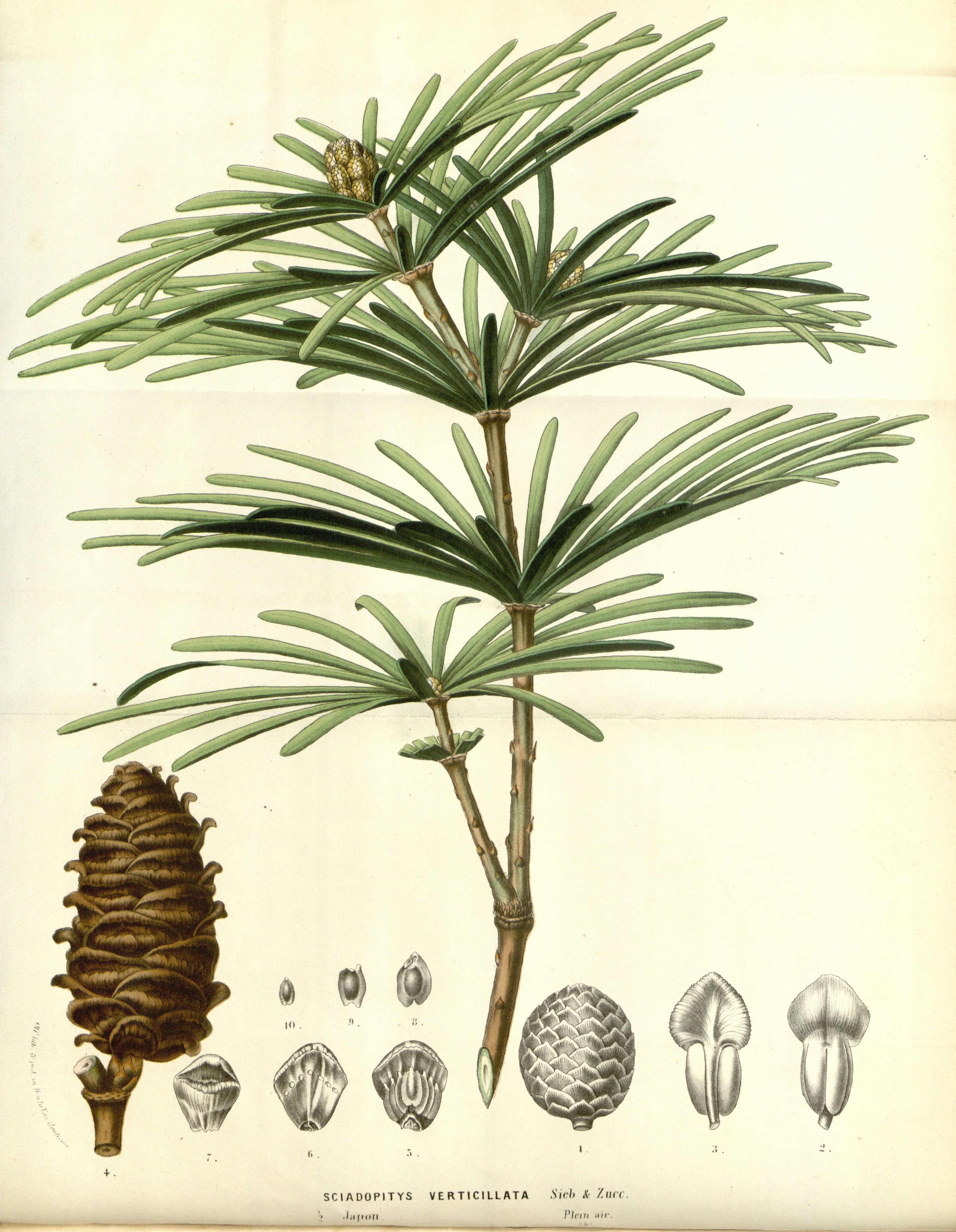
Ilustração de Sciadopitys verticillata (in: Louis van Houtte (editor), Flore des serres et des jardins de l'Europe.)

Sciadopitys verticillata, conhecido por kōyamaki ou pinheiro-guarda-chuva-japonês, apesar de não ser um verdadeiro pinheiro (género Pinus) e tão pouco pertencer a família dos pinheiros (Pinaceae). É uma espécie de coníferas, endémica do Japão, que constitui o único membro extante do género Sciadopitys e da família monotípica Sciadopityaceae. A espécie é considerada um fóssil vivo, sem parentes próximos vivos, com um registo fóssil de Sciadopitys que datam do Cretáceo Superior do Japão. O género foi muito difundido na Laurásia durante a maior parte do Cenozoico, especialmente na Europa até ao Plioceno.

## Descrição
O kōyamaki, nome pelo qual a espécie Sciadopitys verticillata é conhecida, é uma conífera única endémica do Japão, membro solitário da família Sciadopityaceae e do género Sciadopitys. A espécie é considerada um fóssil vivo pois não tem parentes próximos extantes, mas estes são conhecidos nos registos fósseis desde há cerca de 230 milhões de anos.

### Morfologia
Trata-se de uma árvore perenifólia que pode atingir entre 15 e 27 metros de altura, cujos ramos principais, de coloração acastanhada, sustentam verticilos de cladódios (caules que parecem folhas) verdes, longos e flexíveis, com cerca de 7–12 cm de comprimento. Por vexes o cladódio bifurca-se e produz um botão no "v" (na axila) da bifurcação. Estes cladódios verdes flexíveis que se assemelham e desempenham a função fotossintética de folhas, são na realidade compostos por tecidos do caulinares.
As pinhas têm entre 6 e 11 cm de comprimento, levam cerca de 18 meses a a tingir a maturidade e possuem escamas achatadas que se abrem de forma a libertar as sementes.
Apesar do seu crescimento lento e alto custo, é uma árvore bastante atraente e popular em jardins das regiões temperadas e subtropicais.

### História
A planta foi introduzida pela primeira vez na Europa (Reino Unido) por John Gould Veitch em setembro de 1860. Considerada atraente, esta árvore tornou-se popular em jardins europeus, apesar do seu crescimento lento. Ganhou o Award of Garden Merit da Royal Horticultural Society.
Uma representação estilizada da árvore (conhecida em japonês como kōyamaki) foi escolhida como o kamon (家紋) para o ramo Akishino da família imperial japonesa. Por essa razão é o brasão do príncipe Hisahito de Akishino, actualmente o segundo na linha de sucessão do Trono do Crisântemo.

## Taxonomia
A etimologia do nome genérico Sciadopitys vem dos vocábulos gregos sciádos (σκιάδος) que significa 'guarda-sol' e pitys (πίτυς) que significa 'pinheiro'. O epíteto específico verticillata é um epíteto descritivo que significa 'verticilado'.
Evidências moleculares indicam que Sciadopityaceae é o grupo irmão de um clado que inclui Taxaceae e Cupressaceae, e tem uma divergência extremamente antiga, tendo divergido do resto das coníferas durante o início do meio do Permiano. Uma origem tão antiga também tornaria a espécie uma sobrevivente do evento de extinção do Permiano-Triássico.
Existem provas inconsistentes relativamente à família de plantas que produziu o âmbar do Báltico. Tanto os macrofósseis como os microfósseis sugerem um parente de Pinus, enquanto que os dados químicos e de microspectroscopia de infravermelhos sugerem parentes de Agathis ou de Sciadopitys.

## Galeria

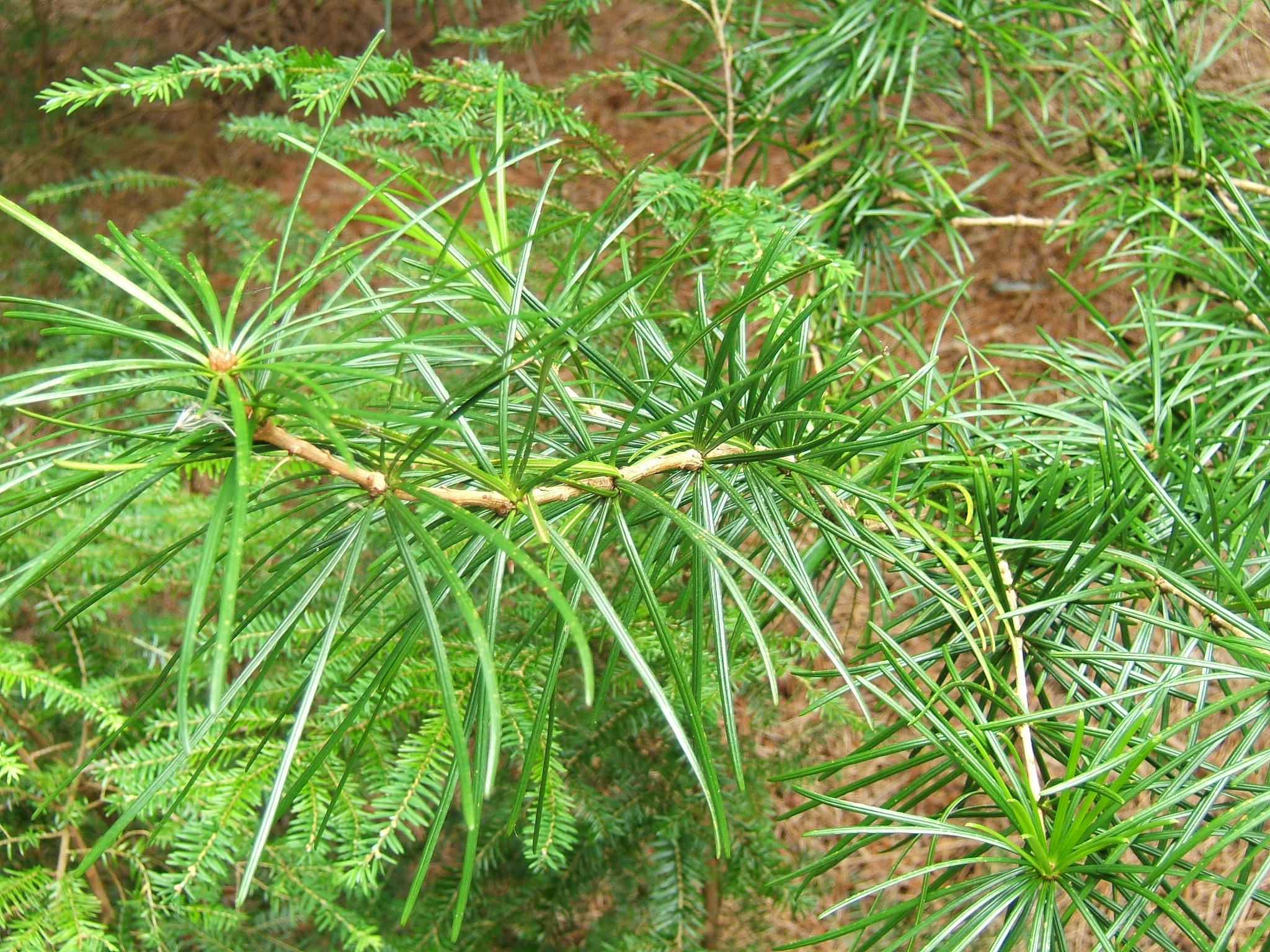
Folhagem de Sciadopitys verticillata
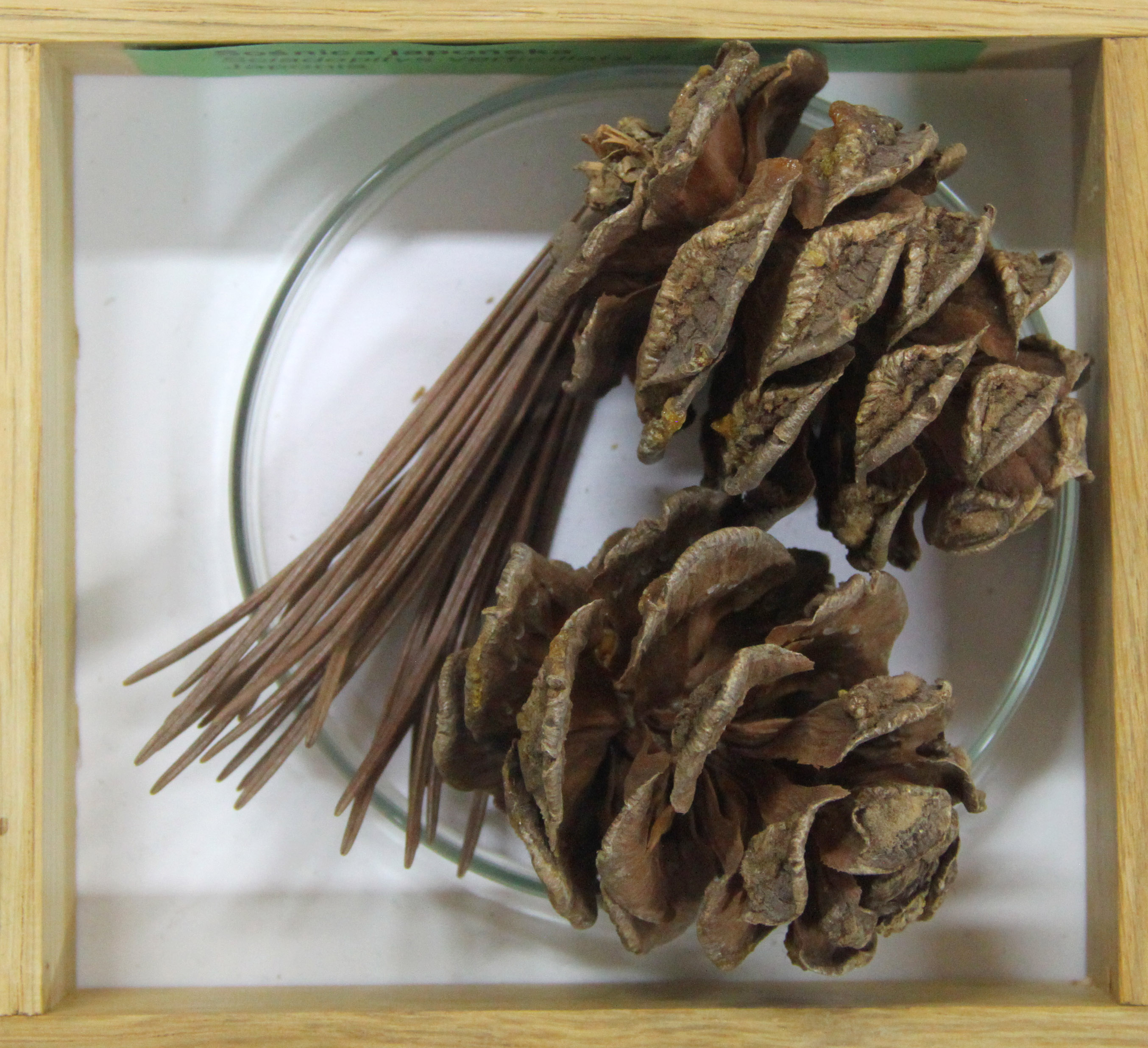
Cones carpelados de Sciadopitys com agulhas secas
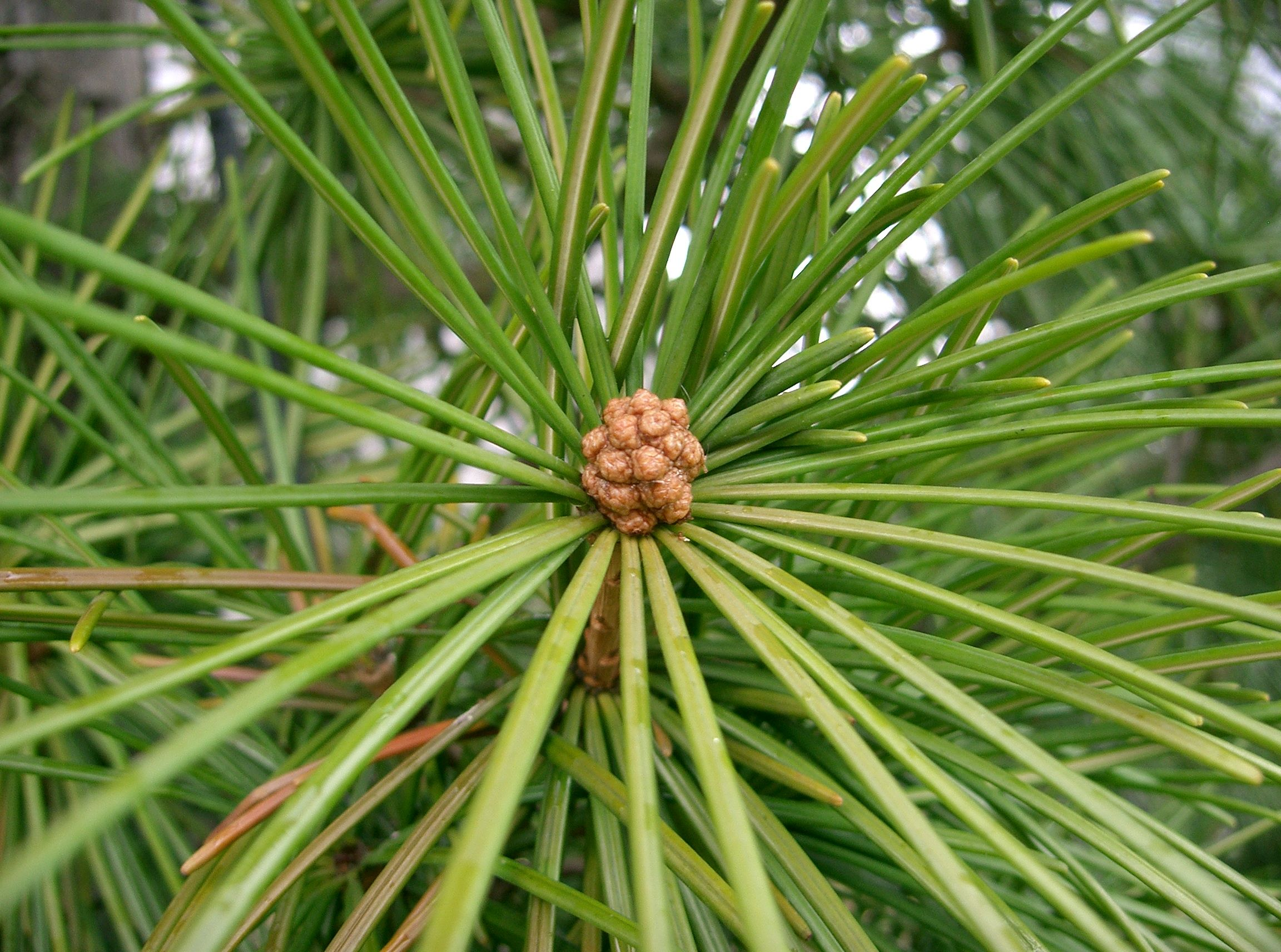
Cones e agulhas estaminadas
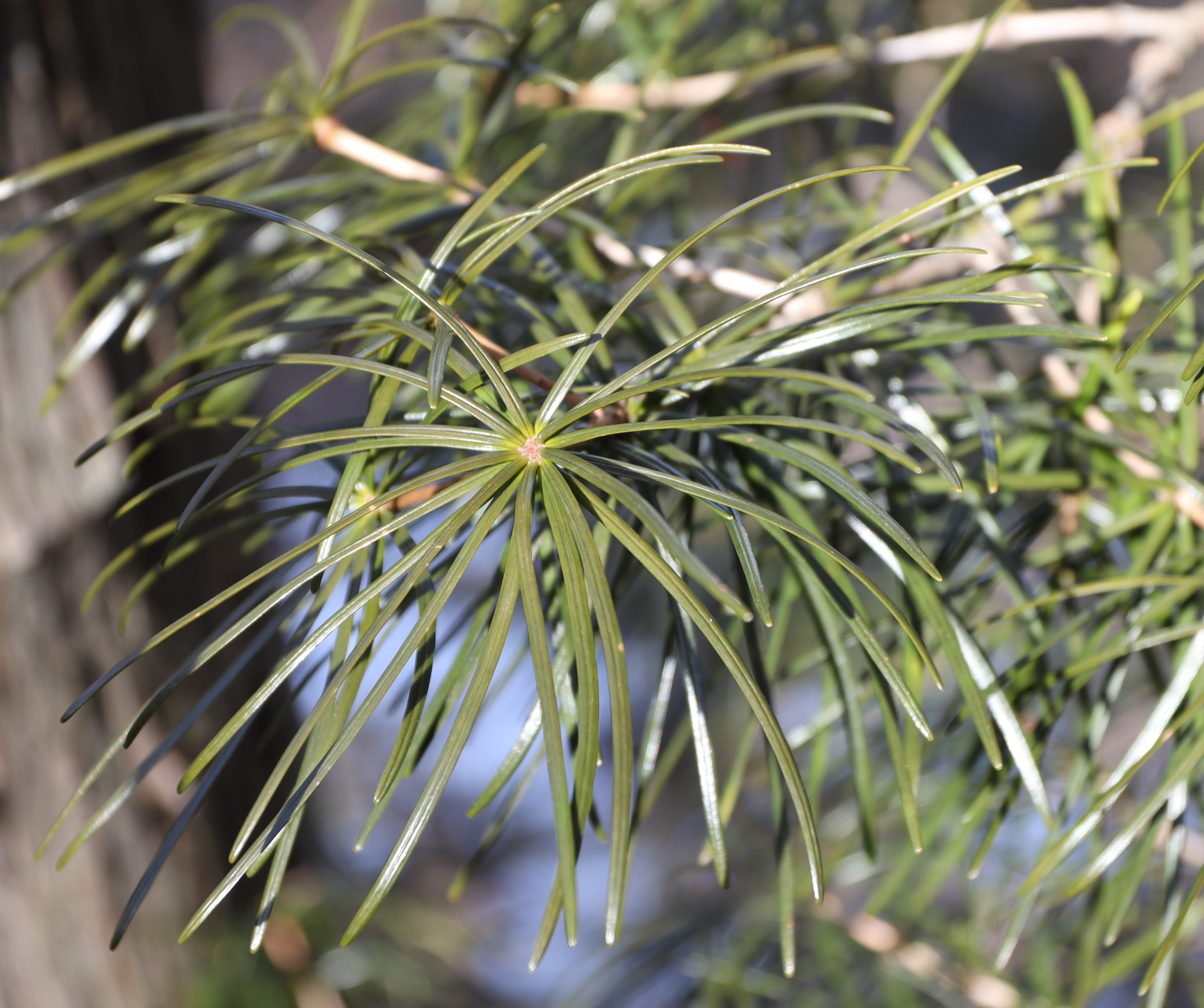
Agulhas
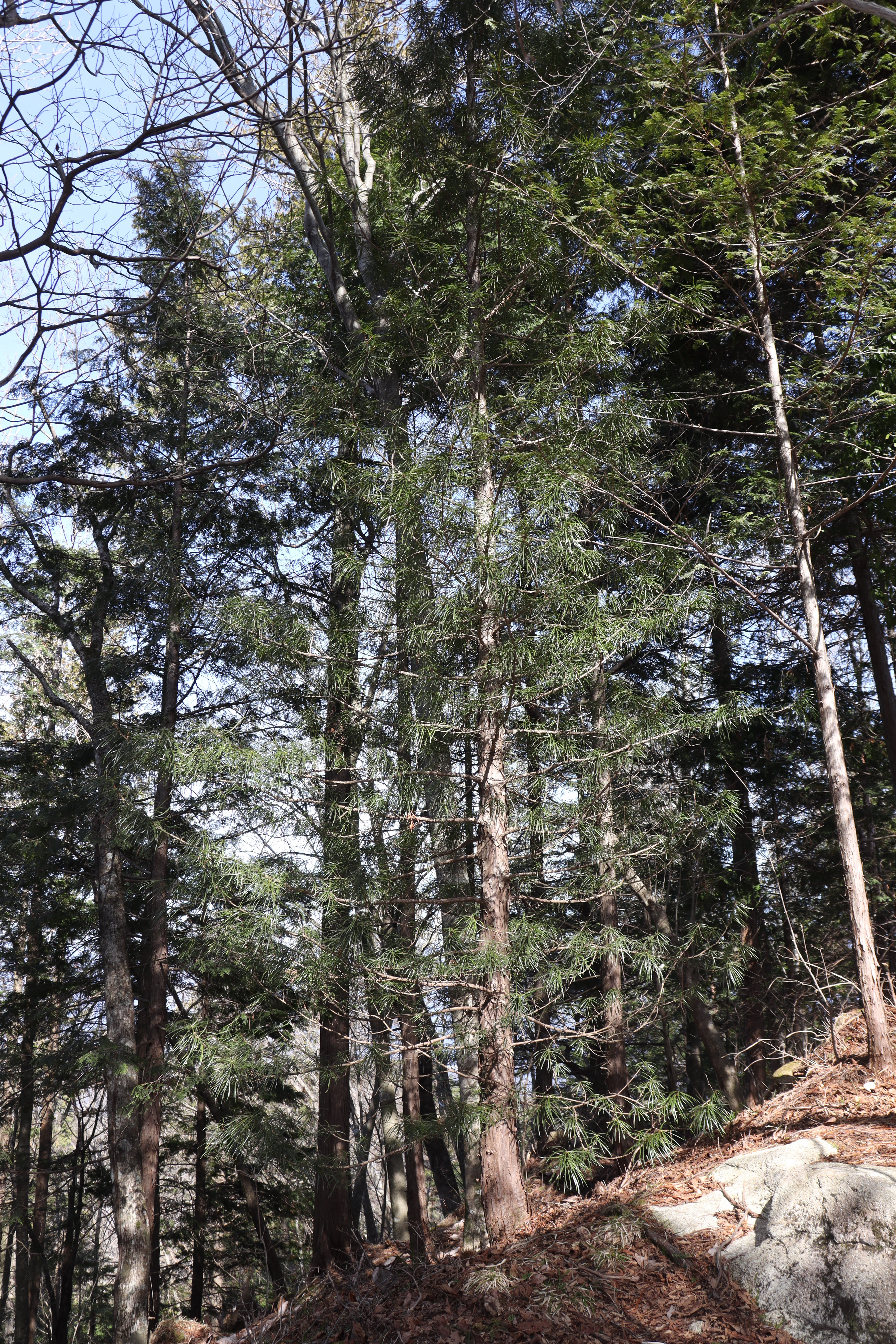
Árvore no Monte Futatsumori, Nakatsugawa, Prefeitura de Gifu, Japão